# ソフィ・ウー
ソフィ・ウー（Sophie Wu、1983年12月23日 - ）は、イギリスの女優。

## 来歴
中国人の父親とスコットランド人の母親の間に生まれる。幼少期はスコットランドの学校に通い、その後2003年から2006年にかけてロンドン・アカデミー・オブ・ミュージック・アンド・ドラマティック・アート（LAMDA）で勉学に努める。卒業後女優としての活動を始め、『カジュアルティー』や『ホテル・バビロン』といったテレビドラマに出演。2008年にエマ・ロバーツ主演の『ワイルド・ガール』で映画デビューし、主人公ポピーのルームメイト・キキを演じた。
2010年にはマーベル・コミック原作の実写化作品『キック・アス』にエリカ・チョウ役で出演し、2013年公開の続編『キック・アス/ジャスティス・フォーエバー』にもワンシーンのみ出演。2011年にはBBCで放映されたテレビドラマに3作品にわたって出演。
現在は脚本家としても活動している。

## フィルモグラフィ

### 映画
| 年   | タイトル                                                              | 配役             | 備考 |
| ---- | --------------------------------------------------------------------- | ---------------- | ---- |
| 2008 | ワイルド・ガール Wild Child                                           | キキ             |      |
| 2008 | アザーマン -もう一人の男- The Other Man                               | 従業員           |      |
| 2009 | マン・オン・ア・モーターサイクル Man on a Motorcycle                  | ギャラリーの女性 | 短編 |
| 2009 | ビコーズ・アイ・ライク・ユー Because I Like You                       | ソフィ           | 短編 |
| 2009 | トーメンテッド Tormented                                              | メイ・レイ       |      |
| 2010 | キック・アス Kick-Ass                                                 | エリカ・チョウ   |      |
| 2011 | ユー・インステッド You Instead                                        | ルーシー         |      |
| 2011 | シー・ミー See Me                                                     | レベッカ         | 短編 |
| 2013 | キック・アス/ジャスティス・フォーエバー Kick-Ass 2                    | エリカ・チョウ   |      |
| 2015 | ゴースト・ファイティング・コーポレーション Ghost Fighting Corporation | ルーシー         | 短編 |

### テレビドラマ
| 年        | タイトル                                      | 配役               | 備考                               |
| --------- | --------------------------------------------- | ------------------ | ---------------------------------- |
| 2006      | カジュアルティー Casualty                     | ナタリー・ゲイトン | 登場回「Happy Hour」               |
| 2007      | センシティブ・スキン Sensitive Skin           | ルーシー           | 登場回「Three Lost Loves」         |
| 2008      | ホテル・バビロン Hotel Babylon                | メイ               | 登場回「Episode 23」               |
| 2011      | ザ・フェイズ The Fades                        | ジェイ             | メインキャスト、6エピソード        |
| 2011      | ブラックミラー Black Mirror                   | ジェイミー         | 登場回「The National Anthem」      |
| 2012-2013 | フレッシュ・ミート Fresh Meat                 | ヘザー             | メインキャスト、11エピソード       |
| 2012-2014 | ザ・ミッドナイト・ビースト The Midnight Beast | ゾーイ             | メインキャスト、7エピソード        |
| 2015      | ホリブル・ヒストリーズ Horrible Histories     | エンプレス・ウー   | 登場回「Awesome Alfred the Great」 |
| 2016      | ニュー・ブラッド New Blood                    | ジェマ             | 2エピソード                        |

### ビデオゲーム
| 年   | タイトル                   | 配役               | 備考                        |
| ---- | -------------------------- | ------------------ | --------------------------- |
| 2017 | スクアドロン42 Squadron 42 | カラ・ウェブスター | 声 / モーションキャプチャー |